# Aldegonda Zeguers-Boere
Aldegonda Elisabeth Zeguers-Boere (Maastricht (Nederland) , 16 juli 1918 - Veldwezelt (België), 12 maart 2005) was een Nederlandse collaborateur in de Tweede Wereldoorlog. Zij werkte voor de Sicherheitsdienst in Maastricht en was verantwoordelijk voor de dood van zeven personen. Na de oorlog kreeg zij een levenslange gevangenisstraf.

## Levensloop
Boere groeide op als enig kind. Zij had zowel een oudere broer als jongere zus, maar die overleden beiden op jonge leeftijd. Boere trouwde in 1936 met Jacques Auguste Amedée Zeguers (1904-1972), wiens eerste vrouw in 1932 was overleden. Het echtpaar had op het moment van de Duitse inval drie jonge kinderen. Zij hadden een zogeheten "vrije" relatie. Zeguers-Boere organiseerde feestjes voor Duitse militairen en prostituees in haar ruime woning aan de Van Heylerhofflaan in het Maastrichtse Villapark. In feite hield zij bordeel.
Samen met haar gezin verhuisde Boere in december 1941 naar een woning aan het Sint Servaasklooster 37, waar zij haar bordeel verder uitbreidde. Zij kon met hulp van Duitse contacten een winstgevende zwarte handel opzetten. Ook was Boere betrokken bij smokkel. Zij had via haar Duitse contacten een pas gekregen waarmee ze ongehinderd de Nederlands-Belgische grens kon passeren. Zij reisde regelmatig vergezeld van Orstkommandant-Oberleutnant Bock naar België, waar ze ook in contact stond met het Belgisch verzet. Boere speelde veel informatie door aan de Sicherheitsdienst (SD).
Boere werd in 1942 gearresteerd omdat ze de zedenwetgeving had overtreden. Zij had namelijk samen met een aantal meisjes naakt gedanst voor Duitse militairen. Boere zat vervolgens acht weken vast in het Huis van Bewaring in Maastricht. In de gevangenis leerde ze de SD'ers Max Strobel en Richard Nitsch kennen. Met Strobel kreeg ze een seksuele relatie. Aan de andere kant had ze ook contact met het verzet. Ze was bekend met de verzetsman Giel Ummels. Via haar poogde het verzet een aantal belangrijke Maastrichtse verzetsmensen vrij te krijgen. De belangrijkste was de LO-topman Jules Janssen, die werd aangehouden toen hij probeerden levensmiddelenkaarten de stad binnen te brengen. Het verzet was op de hoogte van de contacten tussen Strobel en Boere en vroeg haar om te bemiddelen. Na betaling van tweeduizend gulden en twintigduizend Belgische franc liet de SD een paar "onbelangrijke" verzetsstrijder gaan. Boere mocht het grootste deel van het geld houden.
Vanuit de kant van het Maastrichtse verzet werd Boere vanaf dat moment volledig vertrouwd en zij kwam veel te weten. Zo ontdekte zij, dat twee gevangenisbewaarders informatie doorspeelden aan het verzet over gevangenistransporten. Nitsch liet daarop via hen bewust informatie uitlekken over een belangrijk gevangenentransport, met de bedoeling dat de zwaarbewapende bewakers zouden kunnen afrekenen met de knokploegen wanneer die een bevrijdingspoging zouden ondernemen. Er stond inderdaad een knokploeg gereed die het transport ter hoogte van Sittard zou overvallen, maar door een gebrekkige coördinatie een dag te laat.
Op 9 mei 1944 werd Jo Lokerman, districtshoofd van de LO, naar haar woning aan het Sint Servaasklooster gelokt onder het mom van te onderhandelen over de vrijlating van Jules Janssen. Lokerman kreeg van Boere te horen dat de SD Janssen voor 12.000 gulden vrij wilde laten. Dit gesprek werd afgeluisterd door Strobel en Nitsch die achter een gordijn stonden. Lokerman werd aangehouden nadat zij de woning hadden verlaten. Op de dag zelf en de dag daarna werden in totaal vijftig tot zestig mensen gearresteerd. Ook Walterus Brouwers, een onderduiker die bij Boere ondergedoken zat, werd aangehouden. Vijfentwintig personen werden doorgestuurd naar Duitse concentratiekampen, waarvan zes de oorlog niet overleefden. Naast Lokerman en Brouwers waren dat Edmond Houtappel, Hubèr Jamin, kapelaan Hein Lochtman en Giel Ummels.
Een paar maanden later liet Boere weten contact te hebben met een lid van de Belgische Witte Brigade. Zij maakte op 18 augustus 1944 een afspraak in Meerssen met een zekere De Wit, de schuilnaam van de verzetsman Henri Hubert Scheepers. Vier SD'ers, waaronder Nitsch en Hans Conrad wachtten Scheepers op en schoten hem ter plekke dood.
Boere werd kort na de bevrijding van Maastricht door de geallieerden in september 1944 aangehouden. In 1947 verscheen zij voor het Bijzonder Gerechtshof in Den Bosch, kamer Maastricht. Zij hoorde de doodstraf tegen zich eisen en werd veroordeeld tot levenslang. Zij werd in 1955 vervroegd vrijgelaten.